# Etsha 6
Etsha 6 är en ort (village) i distriktet North-West i norra Botswana. 